# Ocoelophora ouvrardi
Ocoelophora ouvrardi är en fjärilsart som beskrevs av Charles Oberthür 1912. Ocoelophora ouvrardi ingår i släktet Ocoelophora och familjen mätare. Inga underarter finns listade i Catalogue of Life.